# صربيا والجبل الأسود في الألعاب الأولمبية
صربيا والجبل الأسود في الألعاب الأولمبية هو فريق تجزأ من فريق يوغوسلافيا وشارك في الألعاب الأولمبية في دورات 1996 و 2000 باسم جمهورية يوغوسلافيا الإتحادية وفي دورة 2004 باسم صربيا والجبل الأسود، تمكن هذا الفريق من الفوز ب9 ميداليات منها 2 ذهبية و 4 فضية و3 برونزية.

## وصلات خارجية
- الأبطال الأولمبيون موقع اللجنة الأولمبية الدولية